# DS4
El DS4 es un automóvil de turismo del segmento C producido por el fabricante francés Groupe PSA, para su marca DS Automobiles. Al igual que los demás modelos de la gama de esta marca, fundada en 2014, inicialmente fue producido por PSA desde el año 2011 como modelo premium de la marca francesa Citroën. Es un vehículo de cinco puertas que se presentó en el Salón del Automóvil de París de 2010, y que inició su comercialización en junio del año 2011.
El modelo se basa en el Concept Car Citroën DS High Rider, presentado en el Salón del Automóvil de Ginebra de 2010, y presenta rasgos de coupé deportivo. En su fabricación compartirá plataforma y algún componente con el Citroën C4, que es un hatchback de la línea distintiva de cinco puertas.
Durante los 2 primeros meses de comercialización, el Citroën DS4 acumuló más de 10 000 pedidos.

## Primera generación (2010-2018)
Basado en el Citroën C4 II, la primera generación se lanzó oficialmente a nivel internacional en marzo de 2011, pero ya estaba a la venta en algunos países a fines de 2010. Cuenta con suspensión elevada para parecerse a un SUV compacto y manijas de las puertas reposicionadas para darle un estilo coupé. silueta.
Las ventanas traseras son fijas y no se deslizan hacia abajo ni se abren hacia afuera.
En el momento del lanzamiento, los motores de gasolina que impulsaban al DS 4 eran todos producto de una colaboración entre PSA y BMW, siendo todos unidades de 1.598 cc, cuatro cilindros y 16 válvulas. El VTi 120 básico se aspiró normalmente y produjo 120 CV (88 kW). Como su nombre lo indica, vino con sincronización variable de válvulas. El siguiente motor fue el THP 155, esencialmente una versión turboalimentada del VTi.
Producía 156 CV (115 kW) gracias a un turbocompresor de doble entrada y dos árboles de levas en cabeza, y utilizaba una transmisión manual de seis velocidades. La opción de motor más potente era el THP 200, una variación del THP 155, pero con una potencia de 200 CV (147 kW). Citroën ofreció inicialmente dos motores diésel en el DS 4: el HDi 110, un cuatro cilindros de 1.560 cc que generaba 112 CV (82 kW) y el cuatro cilindros HDi 160 que también se encuentra en el sedán Citroën C5. También había un diésel de 2 litros con una cilindrada de 1.997 cc y una potencia de 163 CV (120 kW).
La línea de motores difiere significativamente. El DS 4 está disponible con tecnología Start&Stop y Citroën dice que la batería ha sido optimizada para soportar hasta 600.000 ciclos de arranque. El maletero es de 385 litros o 1021 litros con los asientos traseros abatidos. El estilo del DS 4 ha sido muy bien recibido por la prensa internacional.
Fue elegido Auto Más Hermoso del Año en el Festival Internacional del Automóvil, superando al nuevo F10 Serie 5 de BMW y al nuevo auto híbrido CR-Z de Honda. La revista alemana Auto Bild, y sus revistas colaboradoras de toda Europa, le han concedido el primer premio de diseño, en su categoría en el concurso Design Award. La producción del DS 4 finalizó en abril de 2018.

### Rediseño de 2015

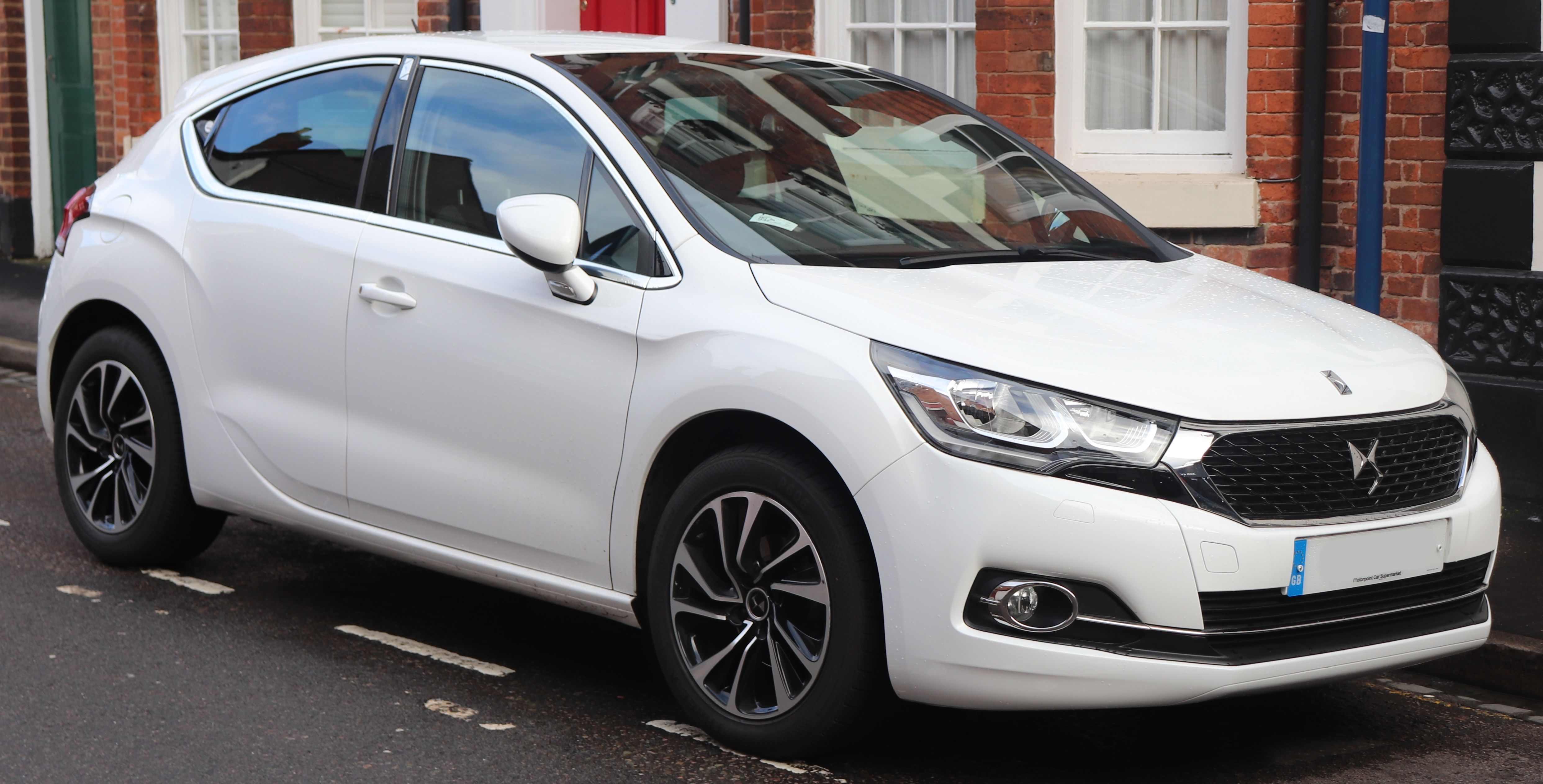
DS 4 Elegance
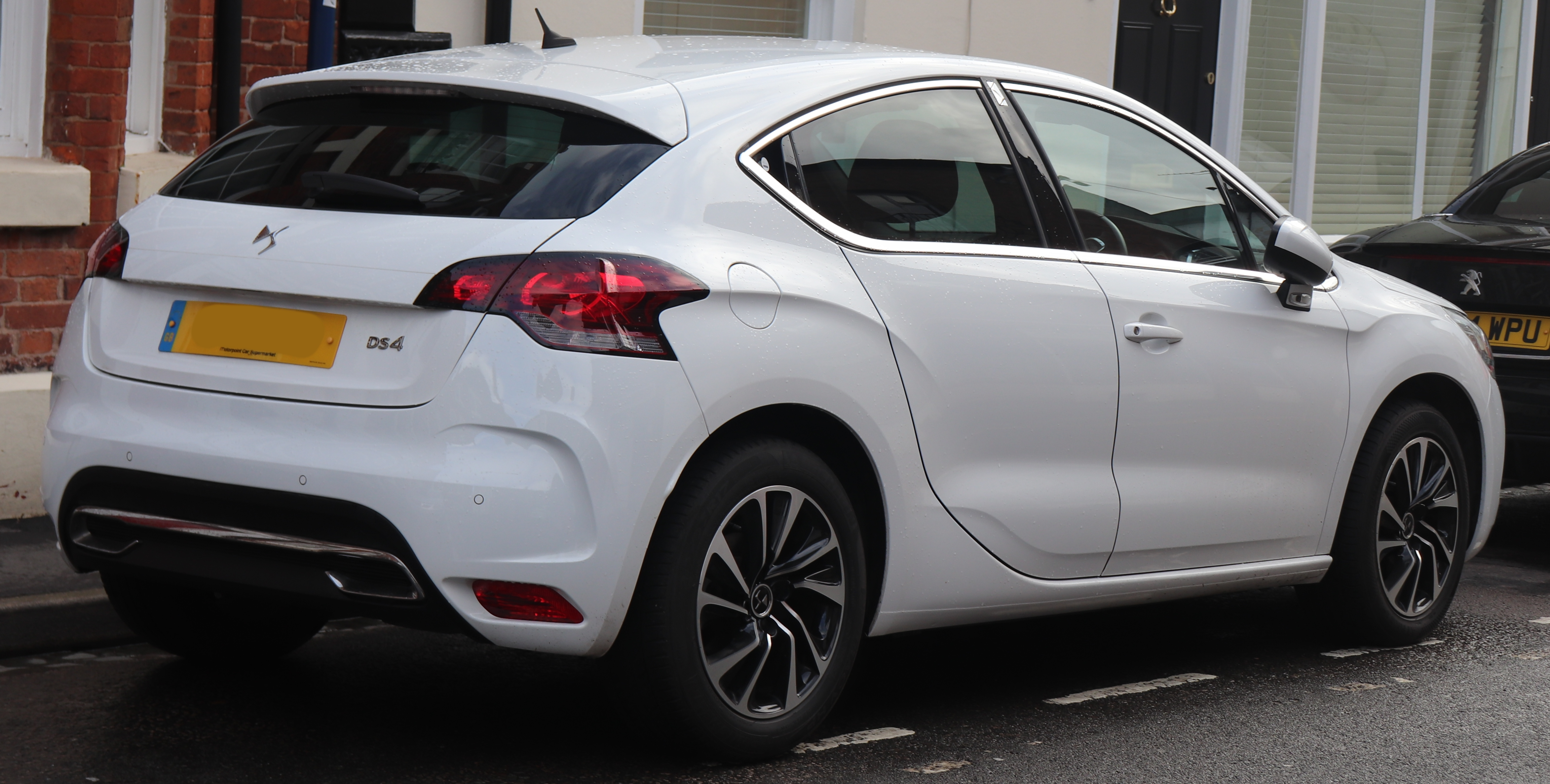
DS 4 Elegance

En agosto de 2015, DS Automobiles anunció el renovado DS 4, como parte de su separación de Citroën para convertirse en una marca independiente. El modelo revisado ya no presentaba insignias de Citroën, con el diseño de parrilla 'DS Wings'. El lavado de cara también presenta la variante DS 4 Crossback, equipada con grandes ruedas negras, molduras de pasos de rueda y barras de techo.
El interior se ha refinado con paneles de las puertas tapizados en cuero Nappa, mientras que los asientos están tapizados en cuero semianalino con un diseño característico de "correa de reloj". El DS 4 también cuenta con un parabrisas panorámico que ofrece una visión hacia arriba de 45 grados para una mayor visibilidad, mientras que tanto el conductor como el pasajero tienen persianas individuales rígidas y parasoles plegables.
Los motores de gasolina incluían un motor de 1.2 litros de 96 kilovatios (131 CV) y 230 Nm acoplado a una transmisión de 6 velocidades que estaba disponible en las versiones hatchback y Crossback y un motor de 121 kilovatios (165 CV) y 240 Nm de 1,6 litros acoplado a una transmisión automática de 6 velocidades. También había un motor de 1.6 litros que ofrecía 155 kilovatios (211 CV) y 285 Nm de par, solo disponible para el DS4 hatchback. Los motores diésel incluyen un motor de 1.6 litros de 88 kilovatios (120 CV) y 300 Nm acoplado a una transmisión manual de 6 velocidades o automática de 6 velocidades para las versiones hatchback y Crossback. También hay un motor diésel de 2.0 litros de 110 kilovatios (150 CV) y 370 Nm acoplado a una transmisión manual de 6 velocidades que solo está disponible para el DS 4 hatchback. La gama diésel se completa con un motor diésel de 2.0 litros que ofrece 132 kilovatios (179 CV) y 400 Nm de par y solo está disponible con caja automática de 6 velocidades.

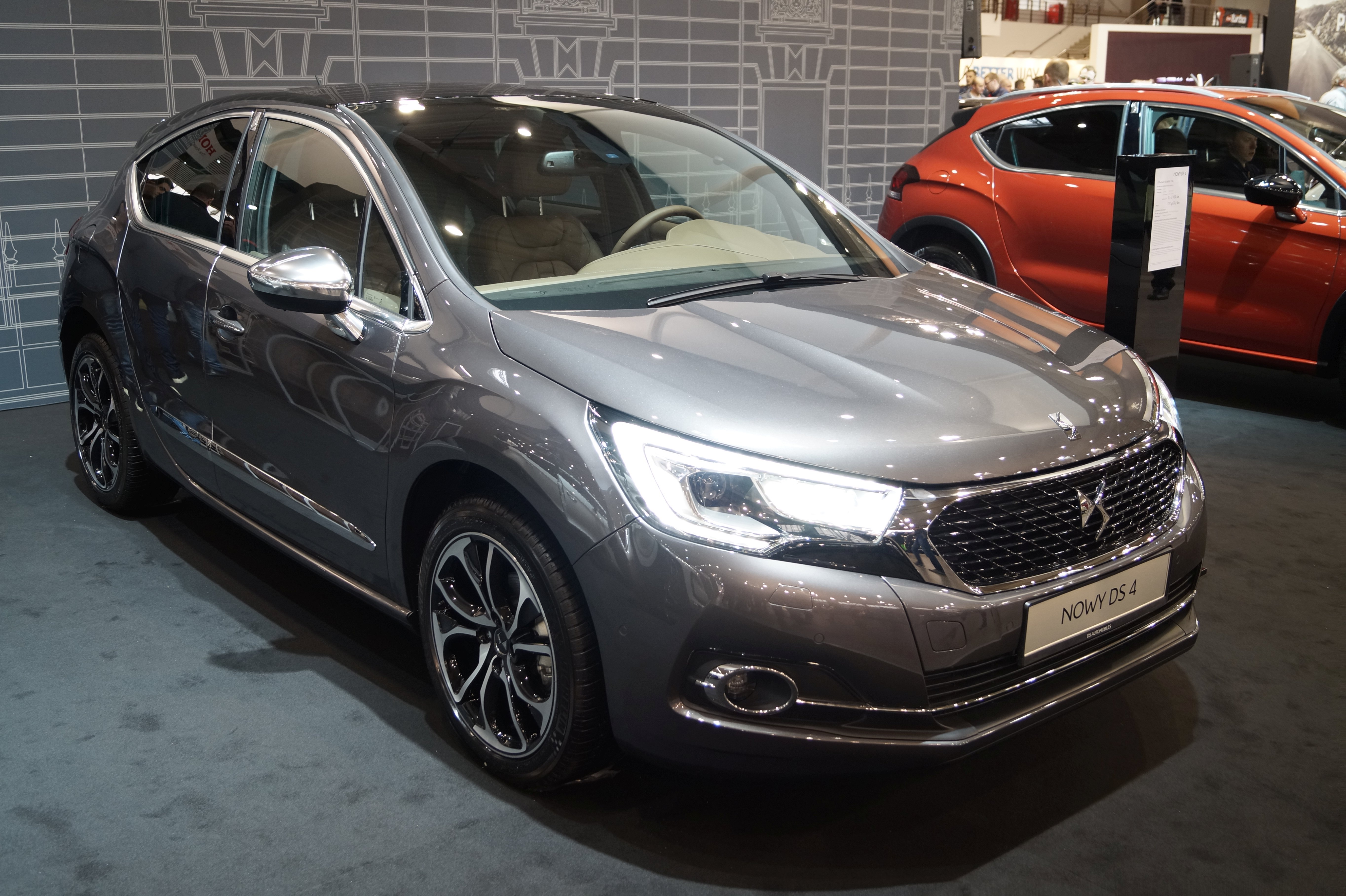
DS 4 Crossback
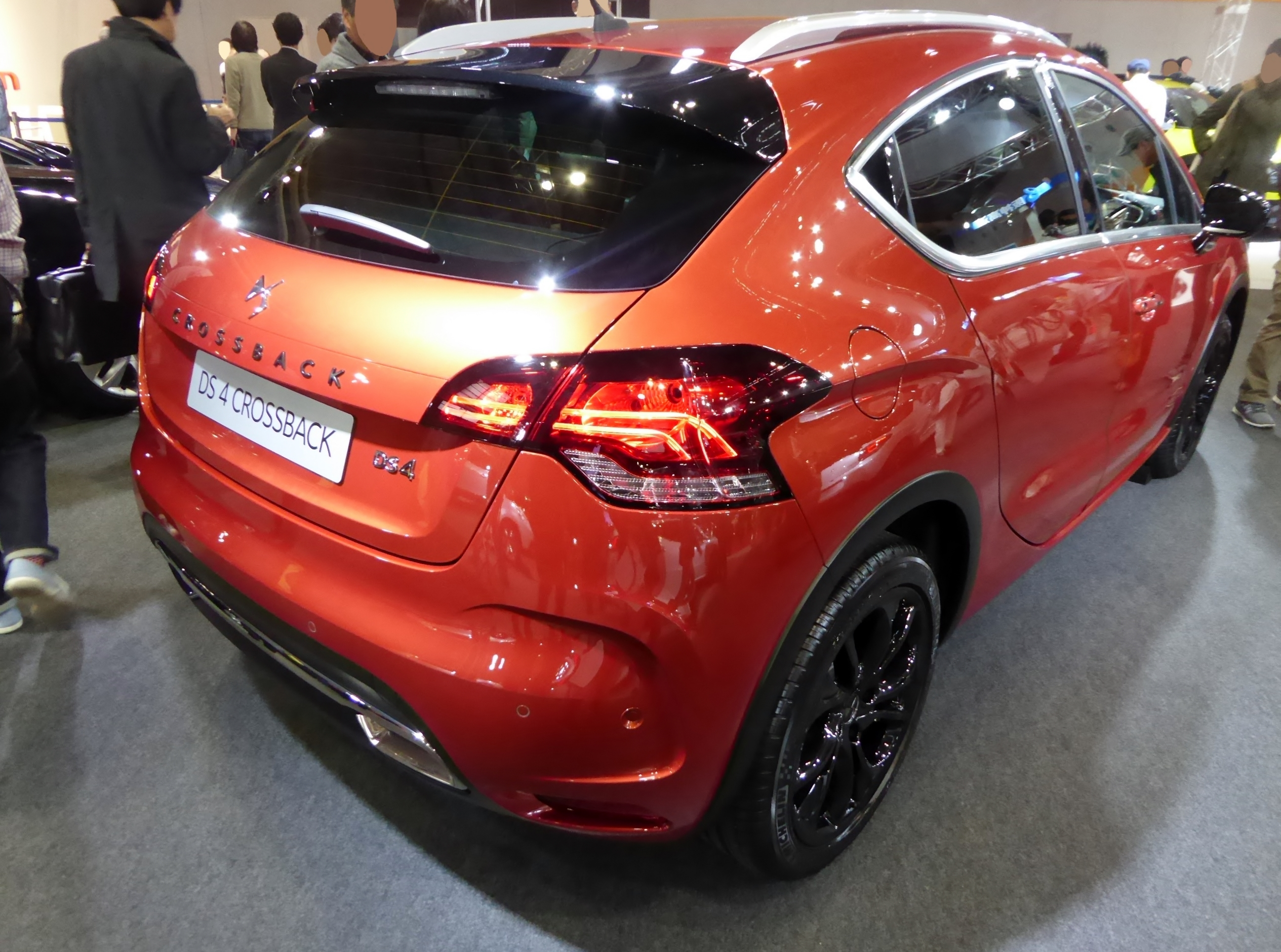
DS 4 Crossback

### Seguridad

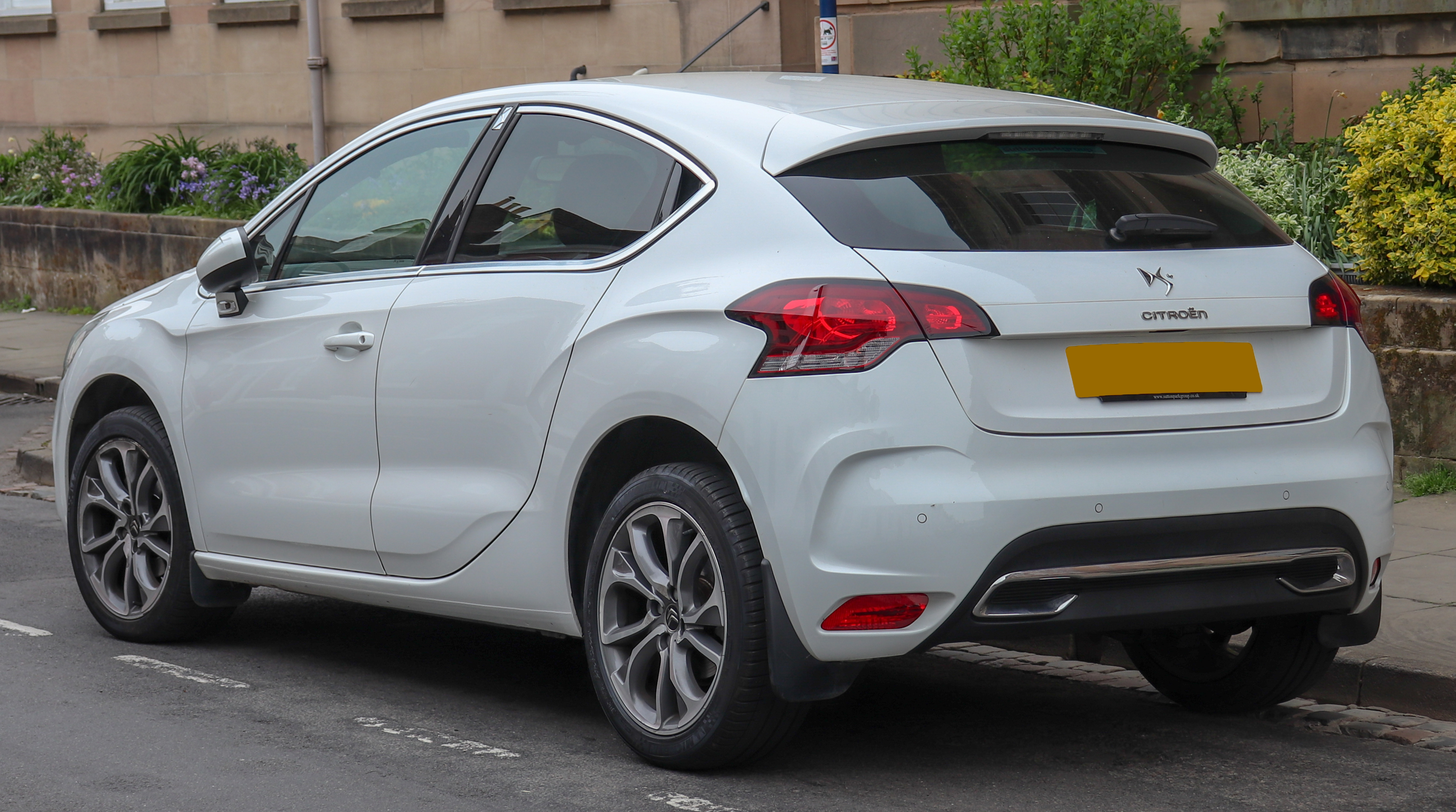
Citroën DS4 (vistra trasera)

El Programa Europeo de Evaluación de Automóviles Nuevos (Euro NCAP) (el equivalente aproximado de Europa al IIHS de los Estados Unidos) otorgó al DS4 una calificación general de cinco estrellas. El Peugeot 508 obtuvo la misma puntuación, con la única diferencia de una clasificación de ocupante infantil más alta en el 508 y una clasificación de impacto de peatones ligeramente más alta para el DS4.

## Motorizaciones

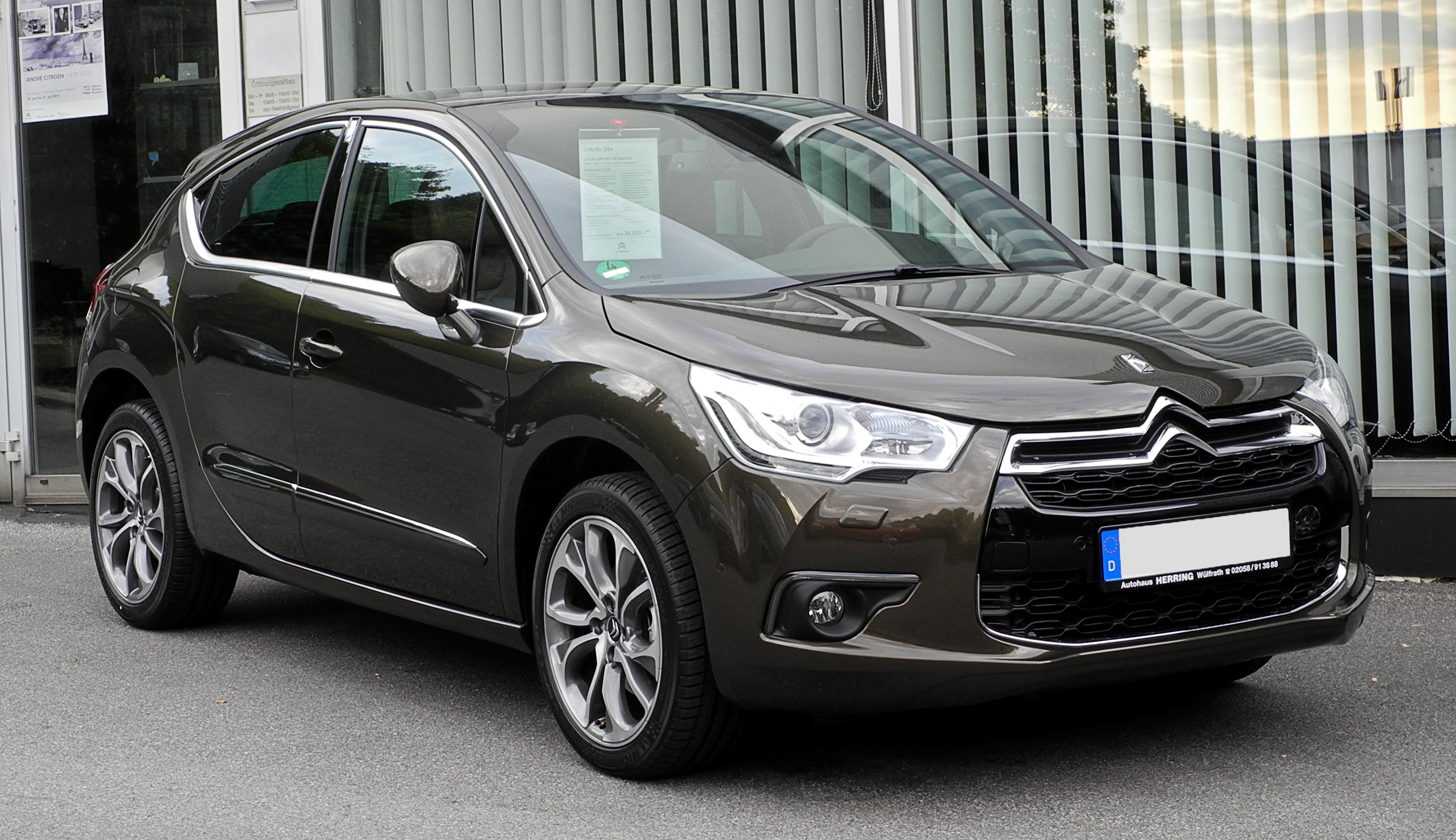
DS4.

Citroën ofrecerá motores diésel, gasolina y Micro-Híbridos

### Diésel
- - 1.6 HDi 90cv 4 cilindros y 16 válvulas.
- - 1.6 HDi 114cv 4 cilindros y 16 válvulas.
- - 2.0 HDi 160cv 4 cilindros y 16 válvulas.

### Micro-Híbridos
- - e-HDi 110cv CMP 4 cilindros y 8 válvulas.
- - e-Hdi 120cv cmp 4 cilindros y 8 válvulas

### Gasolina
- - 1.6 VTi 120cv 16v
- - 1.6 THP 163cv ETG6 16v
- - 1.6 THP 200cv 16v

## Equipamiento y acabados
Los acabados del Citroën DS4 en España son los siguientes:

### Citroën DS4 Sport
Es la versión alta de gama del Citroën DS4, que equivale al acabado Sport Chic francés y que puede equipar motores thp 200cv v, hdi 160cv 6v y hdi 160 aut6. La carrocería del Citroën DS4 en esta versión es más ancha que la versión normal, 1,81 metros y una longitud de 4,27. Otro detalle de su aspecto deportivo exterior es la integración de las manetas traseras en la carrocería.

### Citroën DS4 Design
El acabado Design es la entrada de gama en el DS4, y puede equipar motores vti 120cv, hdi90cv, e-hdi 115cv airdream y ehdi 115 airdream cmp6

### Citroën DS4 Style
La versión Style corresponde al acabado medio del Citroën DS4 ofreciendo los motores vti 120cv, thp160 aut6, ehdi 115 airdream, e-hdi 115cv airdream cmp6 y hdi 160 6v.

## Segunda generación (2021-presente)
La segunda generación del DS 4 Hatchback se presentó el 3 de febrero de 2021. Está pensada como reemplazo del DS 5 que se suspendió en 2018 y se basa en la plataforma PSA EMP2 del Grupo PSA. El automóvil viene en tres modelos, DS4 Crossback, DS4 Performance Line y el hatchback DS4 principal. El automóvil está destinado a competir con el BMW Serie 1 y el Audi A3, y también competirá con el Mercedes-Benz Clase A .

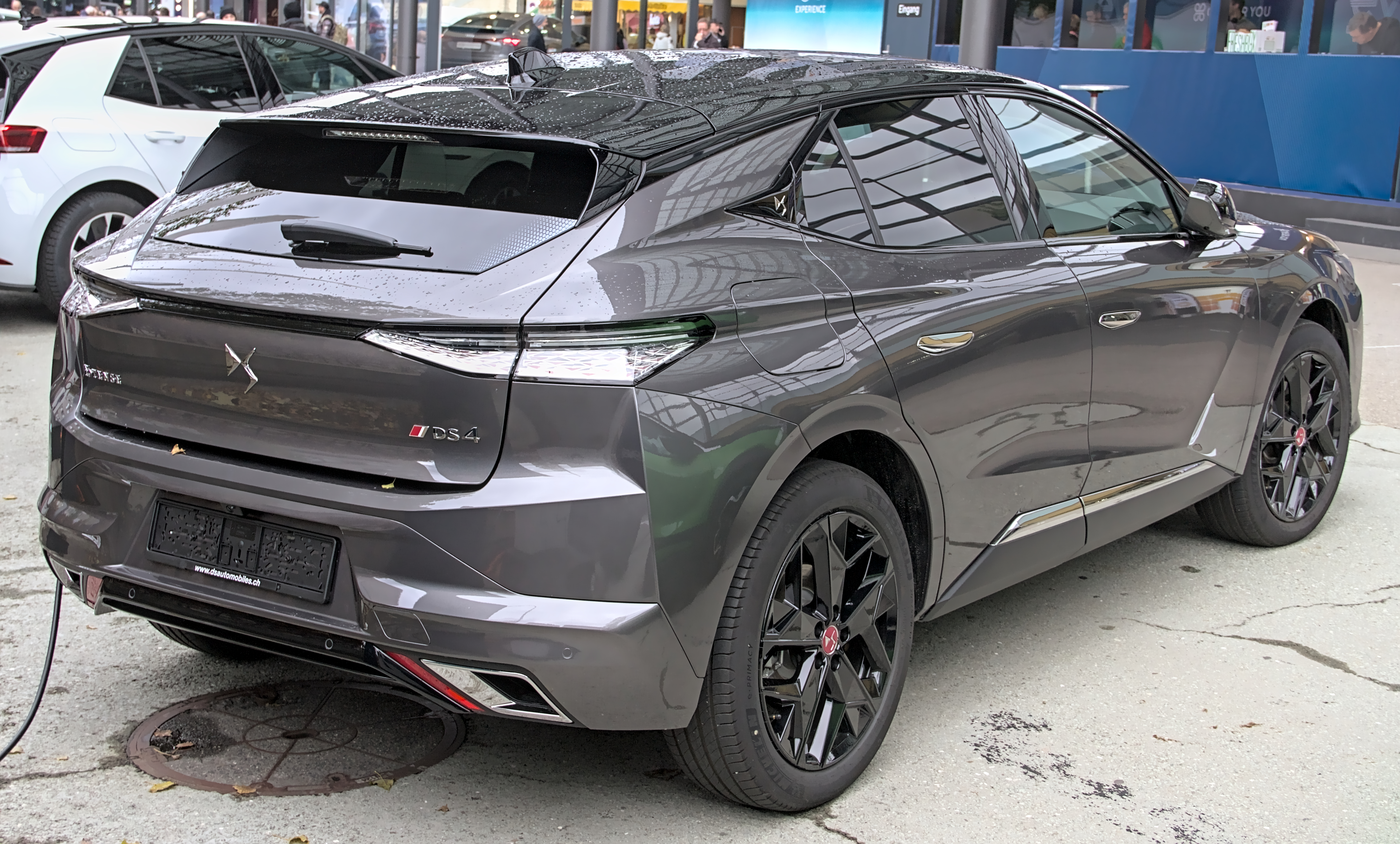
Vista trasera
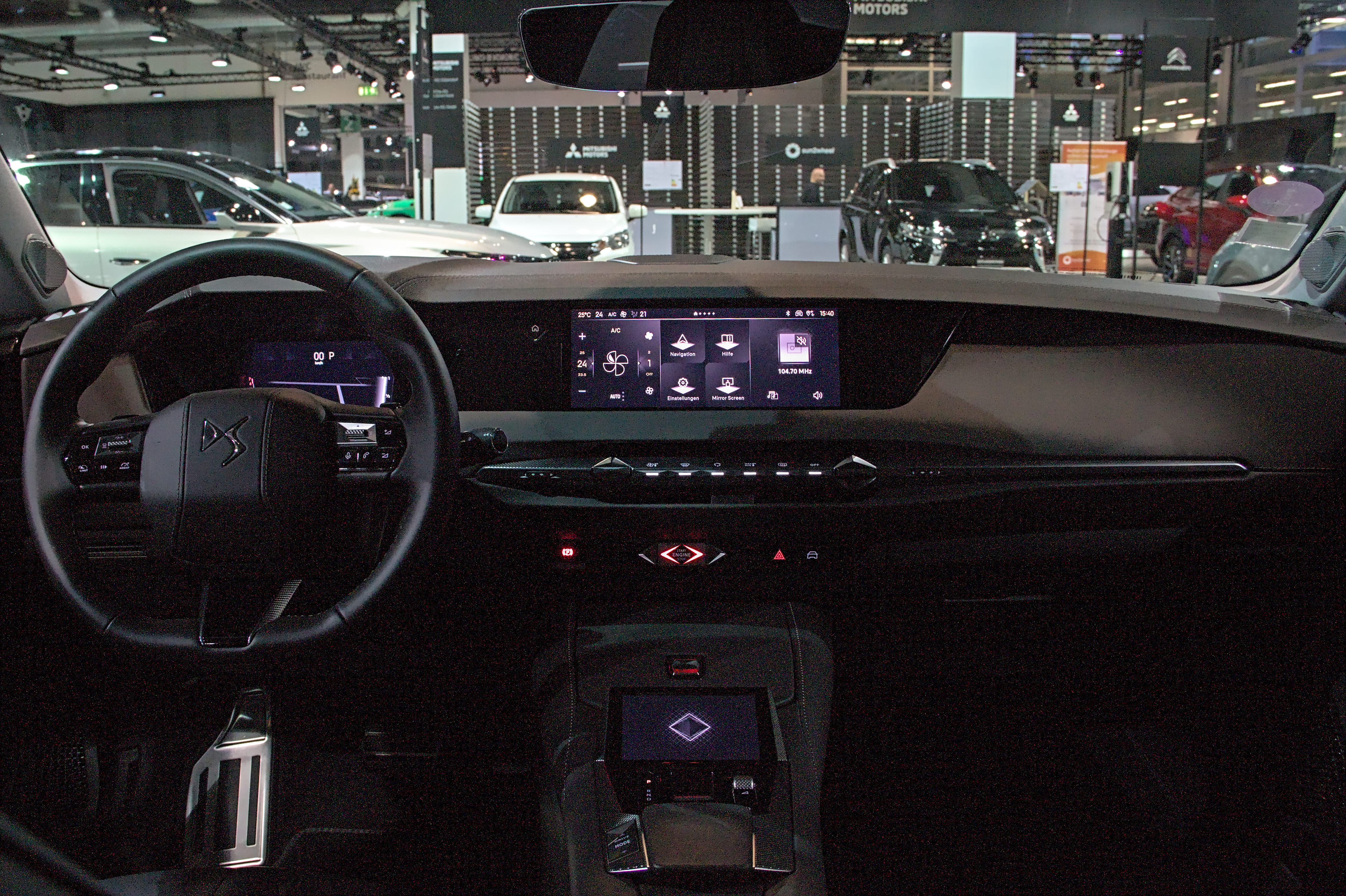
Interior

DS 4 E-TENSE versión híbrida estará disponible. En cuanto a los motores de gasolina, el DS 4 tendrá opciones de motores PureTech con una potencia de 130, 180 o 220 CV. El DS 4 2021 saldrá a la venta en el cuarto trimestre de 2021. Fue diseñado en París, pero se producirá en la planta de Rüsselsheim de Opel. El automóvil se lanzará en Egipto en el último trimestre de 2021.